# Aeroclube do Planalto Central
O Aeroclube do Planalto Central, fundado em 1994, localiza-se na cidade de Formosa-GO, 80 km a nordeste da capital federal, suficientemente distante do tráfego aéreo do Aeroporto Internacional de Brasília, o maior da região, de forma a permitir a prática do esporte de Voo à vela sem restrições de altitude.
O Aeroporto de Formosa fornece uma boa infra-estrutura, com pátio para estacionamento de aeronaves e pista asfaltada de 1400 metros. Isso é um importante fator contribuinte para a segurança nas operações de vôo do aeroclube. Além disso, o clima na região do Planalto Central é favorável à prática do voo a vela, o que garante voos de grande duração e distância. O Aeroclube ministra os cursos de Piloto Privado de Planador, Instrutor de Planador e Piloto de Rebocador.

## Recordes
O APC encontra-se em posição de destaque no volovelismo nacional e mundial. Dos vários pilotos que já representaram o aeroclube, destaca-se Cláudio Blois, recordista mundial de velocidade, no World Class, por duas vezes (recorde homologado pela FAI/IGC em 1998 e em 2006).